# Verbascum hranicense
Verbascum hranicense är en flenörtsväxtart som beskrevs av Petrak. Verbascum hranicense ingår i släktet kungsljus, och familjen flenörtsväxter. Inga underarter finns listade i Catalogue of Life.